# Akteneinsicht (Schweiz)
Akteneinsicht bedeutet im Folgenden die Einsicht in oder die Kopie von archivischen Unterlagen im engeren Sinne.
In der Schweiz trat mit dem Öffentlichkeitsgesetz (Bundesgesetz über das Öffentlichkeitsprinzip der Verwaltung, BGÖ) am 1. Juli 2006 ein Gesetz in Kraft, das die Transparenz der Verwaltung fördert, indem jeder Person das Recht zusteht, Einsicht in Dokumente der Bundesbehörden zu nehmen (Öffentlichkeitsprinzip). Einzelne Kantone haben ebenfalls entsprechende Gesetze für ihren Zuständigkeitsbereich erlassen. Diese Vorschriften beeinflussen die Regelungen zur Einsicht in bereits archivierte Unterlagen.
Die Frage nach dem Zugang zu archivierten Unterlagen stellt die Frage nach dem Sinn von Archiven überhaupt. Öffentliche und grundsätzlich frei zugängliche Archive erfüllen ein wesentliches Anliegen des demokratischen Rechtsstaats, indem sie staatliches Handeln dokumentieren und so überprüfbar machen.

## Umfang des Einsichtsrechts
In der Schweiz haben seit 1995 der Bund und diverse Kantone Archivgesetze erlassen, in welchen der Zugang in archivierte Unterlagen zu einem Rechtsanspruch erhoben wird und nicht mehr als ein vom Staat zu gewährendes Privileg gilt. Der Zugang zu Archiven steht grundsätzlich allen Personen offen, egal aus welchen Motiven sie Einsicht verlangen, welche Funktion sie ausüben und welche Staatsangehörigkeit sie besitzen.
Archive sehen sich widersprechenden Ansprüchen, Rechten und Interessen gegenüber:
- Dem Anspruch von Forscherinnen und Forschern, möglichst umfassenden Zugang zu archivierten Unterlagen zu erhalten.

- Dem Interesse des Staates, dass überwiegende öffentliche Interessen – beispielsweise in den Bereichen Landesverteidigung, Aussenpolitik oder öffentliche Sicherheit – gewahrt bleiben.

- Dem Schutz der betroffenen Personen auf Bewahrung ihrer Persönlichkeitsrechte.

Der Rechtsanspruch auf Zugang zu archivierten Unterlagen stösst dort an seine Grenzen, wo andere Interessen tangiert sind.
Zum Schutz von öffentlichen und privaten Interessen kennen alle Archivgesetze und -verordnungen Fristen, während denen archivierte Unterlagen nur mit Auflagen oder gar nicht eingesehen werden können. Die Länge dieser Schutz- oder Sperrfristen gilt (fälschlicherweise) oftmals als Kriterium, wie zugänglich ein Archiv ist. Eine generelle Schutzfrist von 30 Jahren ist internationaler Konsens geworden.
Eine Schutz- oder Sperrfrist bedeutet nicht, dass vor Ablauf dieser Fristen eine Einsichtnahme in archivierte Unterlagen grundsätzlich nicht möglich ist: Spezielle Regelungen ermöglichen es, bei den zuständigen Behörden Einsichtsbewilligungen für Unterlagen einzuholen, die noch einer Frist unterstehen.
Umstritten ist die Frage, welche Behörde die Kompetenz zur Erteilung von Einsichtsbewilligungen haben soll. Diese kann bei der abliefernden Behörde, beim zuständigen Archiv bei seiner vorgesetzten Behörde liegen. Wesentliche ist, dass jede Abweisung eines Einsichtsgesuchs in einer rekursfähigen Verfügung ausgesprochen wird. Da es sich beim Zugang zu archivierten Unterlagen um einen Rechtsanspruch handelt, erhält die Gesuchstellerin oder der Gesuchsteller die Möglichkeit, gegen die Abweisung bei einer unabhängigen Stelle Beschwerde einzureichen.

## Einsichtsrecht in der Schweiz auf Bundes- und Kantonsebene
Jedes Archivgesetz und jede Archivverordnung in der Schweiz kennt in irgendeiner Form eine Regelung, wonach die archivierten Unterlagen nach Ablauf bestimmter Fristen der Öffentlichkeit zugänglich sind.
In der Schweiz mit ihren verschiedenen Rechtskulturen ist es unvermeidlich, dass die Kantone unterschiedliche Fristen kennen. Die kürzeste ordentliche Schutz- bzw. Sperrfrist hat der Kanton Genf mit 25 Jahren. Der Bund und die Kantone Aargau, Basel-Landschaft, Basel-Stadt, Freiburg, Glarus, Graubünden, Jura, Luzern, Obwalden, St. Gallen, Tessin, Thurgau, Uri, Wallis, Zug und Zürich haben diese Frist auf 30 Jahre festgelegt. Eine ordentliche Frist von 35 Jahren gibt es in den Kantonen Appenzell Ausserrhoden, Nidwalden und Schwyz. Eine Frist von 45 Jahren kennt der Kanton Neuenburg. Am längsten ist die Frist in den Kantonen Appenzell Innerrhoden und Schaffhausen mit 50 Jahren.
Neben dieser ordentlichen Schutz- bzw. Sperrfrist gibt es beim Bund sowie in vielen Kantonen weitere Schutzfristen. Eine besondere Frist gilt beispielsweise für Unterlagen, welche besonders schützenswerte Personendaten enthalten. Diese Schutzfrist kann sich am Alter der Unterlagen oder an den Lebensdaten der betroffenen Personen orientieren.
Daneben kennen einige Kantone noch eigene Bestimmungen, die sich mit den verschiedenen Rechtstraditionen erklären lassen:
- Regierungsrats- und Staatsratsprotokolle: 50 Jahre im Tessin;
- Archivgut mit besonders schützenswerten Personendaten oder Persönlichkeitsprofilen: 50 Jahre im Kanton Graubünden;
- Unterlagen, die schützenswerte Personendaten mutmasslich noch lebender Personen enthalten: 80 Jahre im Kanton Graubünden;

- Unterlagen von Gerichtsverfahren: 50 Jahre beim Bundesgericht, 85 Jahre im Kanton Neuenburg, 100 Jahre in den Kantonen Freiburg, Jura und Tessin. Im Kanton Schwyz gilt für Gerichtsakten ab 1848 eine generelle Sperrfrist;

- Unterlagen von eingestellten Gerichtsverfahren: 50 Jahre im Kanton Neuenburg;

- Unterlagen der Untersuchungsrichterämter: 65 Jahre im Kanton Neuenburg;

- Polizeiakten: 50 Jahre im Kanton Tessin, 100 Jahre im Kanton Freiburg;

- Staatsschutzunterlagen: 50 Jahre im Kanton Neuenburg;

- Steuerakten: 50 Jahre im Tessin, 100 Jahre in den Kantonen Freiburg und Jura;

- Akten aus dem Gesundheitswesen: 50 Jahre im Kanton Tessin;

- Fürsorgeakten: 50 Jahre im Kanton Tessin;

- Notarielle Urkunden: 100 Jahre im Kanton Freiburg;

- Nicht inventarisierte Unterlagen (Documents non inventoriés): 100 Jahre im Kanton Jura.

Beim Bund und in vielen Kantonen besteht die zusätzliche Möglichkeit, noch weitere Aktenkategorien einer verlängerten Schutzfrist zu unterstellen. Auch hier kennt praktisch jeder Kanton seine eigene Regelung:
- Sämtliche Kantone wie auch der Bund haben die Möglichkeit vorgesehen, Unterlagen vor Ablauf der Schutz- bzw. Sperrfristen einsehen zu können.

- In den Kantonen Aargau, Appenzell Ausserrhoden, Appenzell Innerrhoden, Neuenburg und Uri entscheidet die Kantonsregierung über Einsichtsgesuche;

- in den Kantonen Freiburg, Genf, Jura, Nidwalden und Wallis entscheidet das dem Staatsarchiv vorgesetzte oder das zuständige Departement;

- im Bund sowie in den Kantonen Basel-Landschaft, Bern, Glarus, Obwalden, St. Gallen, Schaffhausen, Schwyz, Solothurn und Waadt entscheidet die abliefernde Stelle.

- Nur in den Kantonen Basel-Stadt, Graubünden, Luzern, Zug und Zürich liegt die Entscheidkompetenz beim Staatsarchiv.

Wie bei den Fristverlängerungen ist auch bei den Einsichtsgesuchen das «überwiegende schutzwürdige öffentliche oder private Interesse» sowie dessen Nicht-Entgegenstehen der entscheidende Grund, ob eine Einsichtnahme gewährt wird oder nicht. Sowohl der Bund als auch die Kantone Aargau, Appenzell Innerrhoden, Basel-Landschaft, Bern, Glarus, Graubünden, Luzern, Neuenburg, Obwalden, St. Gallen, Schwyz, Solothurn, Waadt, Wallis, Zug und Zürich haben dieses Kriterium in ihren Archivgesetzen bzw. -verordnungen in der einen oder anderen Form verankert.
Über die tatsächliche Einsichtspraxis, das heisst wie liberal oder wie restriktiv Einsichtsgesuche behandelt werden, sagen die rechtlichen Bestimmungen allerdings wenig bis nichts aus. In der Schweiz wurde zuletzt im Jahr 2003 die Einsichtspraxis diskutiert, als der Bundesrat die Schutzfristen für Unterlagen über die Beziehungen der Schweiz zu Südafrika verlängerte. Er begründete seinen Entscheid mit Sammelklagen, die in den USA gegen in- und ausländische Firmen eingereicht worden waren, die während der Apartheid geschäftliche Beziehungen zu Südafrika unterhalten hatten. Die Sperrung der Akten erschwerte insbesondere den Forscherinnen und Forschern ihre Arbeit, die im Rahmen des Nationalen Forschungsprogramms (NFP) 42+ des Nationalfonds die Beziehungen der Schweiz zu Südafrika untersuchten.